# Виноградская, Екатерина Николаевна
Екатери́на Никола́евна Виногра́дская (иначе — Катери́на Виногра́дская, а также Екатерина Тиссова-Виноградская; 2 (14) ноября 1892, Орёл, Орловская губерния, Российская империя — 10 мая 1973, Москва, СССР) — русская и советская театральная актриса, театральный педагог, писательница и кинодраматург, член Союза писателей СССР.

## Год рождения и имена
В третьем издании Большой советской энциклопедии указан год рождения Виноградской — 1905. Однако это противоречит киноведческим и биографическим источникам, из которых следует, что к 1912 году она уже окончила гимназию и была замужем, в 1914 году имела годовалого сына и стала актрисой 1-й студии МХТ, а в 1915 году по её сценарию был снят первый фильм. Кроме того, сообщается, что в 14 ноября 1972 года Екатерина Николаевна отмечала своё 80-летие.
В дореволюционной России она была известна по фамилии мужа — Тисова. Иначе — Тиссова, а также Тиссова-Виноградская. Однако после с 1920-х годов всё её работы публикуются исключительно под девичьей фамилией Виноградская, нередко встречается также вариант имени — Катерина, а также Катрин.

## Биография
Родилась 2 (14) ноября 1892 года в Орле в семье титулярного советника Николая Николаевича (†1917) и Александры Семёновны (девичья фамилия неизвестна) Виноградских. Отец, не имея специальности и образования, часто менял службу в различных учреждениях. Мать, дочь зажиточного («выбившегося в люди») владельца местного извоза, была домашней хозяйкой, однако в периоды частой безработицы отца ей приходилось работать портнихой; погибла в годы Великой Отечественной войны во время оккупации Орла немцами. Родители не ужились друг с другом, и отец, бросив малолетнюю дочь с матерью в богатом доме бабушки, уехал в Киев к родственникам. Ещё ребёнком, едва выучившись читать и писать, Катерина Виноградская любила сочинять и записывать разные истории и сказки. Поступила в одну из орловских женских гимназий. Много читала — была завсегдатаем книжных лавок и местной библиотеки; вела дневник — привычка, которую она сохранила на всю жизнь. В годы учёбы увлеклась театром: играла в любительских постановках и посещала выступления столичных трупп, гастролировавших в городе. Именно тогда, согласно дневникам, у неё зародилась мечта уехать из провинции в Москву, чтобы издавать там свои произведения. Окончила в гимназию с «золотой наградой».
В начале 1910-х годов вышла замуж за студента Николая Александровича Тисова. В 1912 году во время поездки к родственникам отца в Киев ей посчастливилось побывать на спектакле Московского художественного театра (МХТ), гастролировавшего тогда в городе. Это событие ещё больше укрепило в ней намерение перебраться в Москву, однако муж противился этому. 30 сентября (13 октября) 1913 года у них родился сын Лев.

### Актриса Первой студии МХТ (1914—1922)
В 1914 году с началом Первой мировой войны Николая Александровича Тисова мобилизовали, и Екатерина Николаевна решила осуществить свою давнюю мечту. Оставив годовалого ребёнка родственникам в Орле, она уехала в Москву и подала заявление на поступление на историко-философский факультет Высших женских курсов. Поселилась у дяди, который, как оказалось, в прошлом был актёром и всё ещё сотрудничал с Художественным театром. Через него она познакомилась с московским театральным миром и выяснила, каким образом происходит отбор актёров в труппу. Она тоже решила попытаться держать экзамен в Первую студию МХТ:

…Читала я плохо и после экзамена сразу же хотела уйти. Но в коридоре подошёл какой-то человек, увлёк меня в другую комнату, начал говорить.— Е.Н. Виноградская, Дневник.
Как потом выяснилось, это был Евгений Вахтангов, который разглядел в ней талант, принял в труппу и в дальнейшем лично обучал актёрскому мастерству. Впервые её имя появилось в программе МХТ сезона 1916/17 года среди молодых актёров Первой студии, задействованных в спектакле «Синяя птица».
В начале 1919 года состоялась первая и последняя театральная премьера Катерины Виноградской — она сыграла небольшую роль Фаветты, простодушной молодой крестьянки, в мистико-романтической пьесе Габриэля д’Аннунцио «Дочь Иорио». Первая студия МХТ работала над этой постановкой весь предыдущий год в очень тяжёлых условиях: актёры голодали, поскольку из-за послереволюционной гиперинфляции деньги обесценились и на «миллионное» жалование, которое к тому же выплачивалось нерегулярно, прокормиться было невозможно. Чтобы обеспечивать себя, Виноградская стала, как и другие актёры, подрабатывать выступлениями на эстраде. Программа её собственного авторства — чтение старинных русских песен и сказов — имела успех. Это несколько улучшило ситуацию с питанием, — гонорары за выступления зачастую выплачивали продовольственными пайками. Несмотря на трудности, премьера «Дочери Иорио» в МХТ с участием Виноградской состоялась, но пресса обошла её молчанием..
В начале 1920-х годов Катерина Николаевна ушла из театра — «заскучала» после смерти Вахтангова, как она сама о поясняет в дневнике. Продолжила успешные выступления на эстраде.

### Кинодраматург (1914—1956)
Ещё в 1914 году Екатерина Николаевна после просмотра фильма «Женщина завтрашнего дня» Петра Ивановича Чардынина увлеклась кинодраматургией. На следующий год Чардынин на студии дома Ханжонкова снял по её сценарию фильм «Миражи». В главной женской роли (Марианна) — восходящая звезда немого кино Вера Холодная. В январе 1916 года фильм вышел на экраны. Одновременно журнал «Пегас» (издание дома Ханжонкова) опубликовал сценарий, подписанный — Е. Тиссова-Виноградская. Критики сочли сценарий довольно слабым, а некоторые повороты сюжета психологически неоправданными:

«Сценарий г-жи Тиссовой не блещет оригинальностью, но он даёт много благодарных внешних положений играющей главную роль артистке, — не в смысле глубины переживаний или каких-либо психологических тонкостей, а именно внешней, зрительной эффектности».— "Театральная Газета", 1916, № 2, с. 14—15
Тем не менее фильм имел заметный успех у публики, а образ Марианны, героини с трагической судьбой, стал основным амплуа Веры Холодной почти во всех её последующих фильмах. Историки кино относят «Миражи» к одной из лучших картин 1916 года.
Следующие несколько лет Катерина Виноградская посвящала театру, но не прекращала писать стихи и рассказы, пыталась издаваться, однако большой известности не получила. В начале 1920-х годов после ухода из театра она вышла замуж за Михаила Яковлевича Шнейдера, энтузиаста кинематографа, бурно развивавшегося в молодой советской стране. Вместе с мужем они оказались в кругу профессиональных кинематографистов, объединившихся в 1924 году в Ассоциацию революционной кинематографии (АРК). Виноградская вновь начала работать над киносценариями. Её первая заметная работа в советском кинематографе — немой фильм «Обломок империи» 1929 года, снятый «Ленфильмом». Идея рассказать историю о царском унтер-офицере, который потерял память во время Первой мировой войны и вновь обрёл её через 10 лет, уже при советской власти, принадлежала Катерине Николаевне. Над сценарием они работали вместе с режиссёром — Фридрихом Марковичем Эрмлером.
В дальнейшем Виноградская работала над сценариями многих фильмов для чего активно ездила по стране, предпочитая лично знакомиться с будущими героями своих произведений и собирать материал на месте. Первая такая её бессрочная творческая командировка состоялась в 1929 году. География этих поездок включала: металлургический завод Ростсельмаш (Ростов-на-Дону), сельскохозяйственную коммуну «Сеятель» и совхоз «Гигант» (Ростовская область), Днепрогэс.
В 1934 году, вскоре после Первого съезда советских писателей Катерина Николаевна стала кандидатом в члены Союза Писателей СССР. Тогда же она завершила многолетнюю работу над киносценарием «Анна», созданным на материале своих многочисленных творческих командировок. Первоначально Виноградская стремилась на примере судьбы главной героини, молодой коммунистки Анны Куликовой, показать «качественный рост» человека в сложных обстоятельствах. В это же время в советской прессе (с подачи Максима Горького) шла широкая травля популярного поэта Павла Васильева — знакомого Катерины Николаевны. Ему приписывали пьянство, антисемитизм и поддержку кулачества. Он был арестован милицией, осуждён и отбыл срок за злостное хулиганство. Сама Виноградская признавалась позже, что была невысокого мнения о Васильеве, считая главным его жизненным мотивом «рывок в Москву „за судьбой“, карьеризм по-растиньяковски…» — человеческое свойство, к которому относилась крайне негативно в противоположность своей собственной натуре «химически чистой от жажды карьеры», как она считала. Однако именно эта черта личности поэта навеяла образ мужа Анны, циничного карьериста Павла Куганова, оказавшегося на поверку тайным врагом и диверсантом. В ходе работы над сценарием из второстепенного персонажа он постепенно превратился в центральную фигуру.
В 1936 году «Анну», с Адой Войцик в главной роли, поставил на «Мосфильме» молодой режиссёр Иван Пырьев. Фильм в процессе производства вызывал много споров и критики; партийному руководству киностудии не нравилось то, что главный герой — отрицательный персонаж, враг народа, в исполнении Андрея Абрикосова получался слишком ярким и обаятельным. В конце-концов «Анну» посмотрел секретарь ЦК КПСС Иосиф Виссарионович Сталин и отозвался о ней: «Смелая картина». Высказав ряд замечаний, он дал ей новое название — «Партийный билет». После этого фильм вышел на экраны и сделал его авторов, в том числе и Катерину Виноградскую, знаменитыми. Судьба прототипа главного героя — поэта Павла Васильева сложилась трагически. Вскоре он был вновь арестован, на этот раз НКВД, по обвинению в принадлежности к «террористической группе», якобы готовившей покушение на Сталина. Расстрелян в Лефортовской тюрьме 16 июля 1937 года, посмертно реабилитирован в 1956 году.
В 1938 году Катерина Николаевна стала членом Союза Писателей СССР.
В 1940 году на экраны вышел самый известный фильм по её сценарию — «Член правительства».
В 1941 году в связи с началом Великой Отечественной войны Екатерина Николаевна вместе со сценарной студией была эвакуирована в Алма-Ату. В 1943 году работала над сценарием о труде женщин во время войны, однако работа шла медленно, «в эвакуации не писалось». В 1944 году получила от Ленфильма заказ на киносценарий о партизанах, действующих в Ленинградской области. Она согласилась, но только при условии, что сама сможет побывать в лагере, чтобы писать, основываясь на личном опыте. В январе 1944 года Виноградская была переправлена за линию фронта на самолёте, где с одним из отрядов 5-й Ленинградской партизанской бригады под командованием подполковника Константина Дионисьевича Карицкого участвовала в боевых операциях партизан против вермахта. Она оставалась в партизанском лагере до освобождения области войсками Ленинградского фронта в марте того же года после чего вернулась в Ленинград доложить о результатах поездки. Затем была повторно направлена Ленинградским штабом партизанского движения в район действий 6-й партизанской бригады (комбриг — майор Виктор Павлович Объедков). В составе этих двух бригад Виноградская участвовала в так называемом «великом походе из лесов» — марше партизанских полков с трофейной техникой по «зоне пустыни», — территориям, разрушенным отступающим противником. Прошла пешком около 200 километров от города Плюсса до Ленинграда. В ходе этих командировок Екатерина Николаевна вела дневник. В том же году отдел Совинформбюро в Великобритании обратился к Виноградской с предложением написать и издать книгу на основе этих дневников, но она отказалась, сославшись на занятость работой над сценарием для Ленфильма. Однако не возражала против публикации некоторых выдержек из них, которые вышли в Лондоне на английском языке с большим количеством фотографий под названием «A woman behind German lines» (с англ. — «Женщина за линией фронта») в виде отдельного номера еженедельника Soviet War News (с англ. — «Советские военные новости»). Обложку издания оформил известный художник-антифашист Джон Хартфилд. Фильм о партизанах так и не был экранизирован Ленфильмом — проект сценария и партизанские дневники Виноградской хранятся в фондах РГАЛИ

### Педагогическая деятельность (1956—1973)
В 1956 году устроилась на работу во ВГИК, где она на протяжении 16 лет заведовала мастерской на сценарном факультете. Среди её учеников такие известные сценаристы, как Валентин Михайлов (Дьяченко) — фильм «Мужики!..», Михаил Анчаров — телесериал «День за днём», Евгений Григорьев — военно-историческая кинодрама «Горячий снег», Виктория Токарева — комедия «Шла собака по роялю», Александр Миндадзе — киноэпопея «Парад планет».
Скончалась 10 мая 1973 года в Москве.

## Награды
- 1940 год — за сценарий кинофильма «Член правительства» награждена орденом «Знак Почёта»[14];
- 1945 год — награждена медалью «За доблестный труд в Великой Отечественной войне 1941—1945 гг.»[1].

## Личная жизнь
С начала 1910-х годов в Орле была замужем за Николаем Александровичем Тисовым (1890 — репрессирован в 1930 годы), студентом естественного отделения физико-математического факультета Московского Императорского университета, ставшего позднее юрисконсультом. Он происходил из купеческого рода Тисовых, самые ранние упоминания о котором в городе относятся к 1738 году. Их брак распался после отъезда Катерины Николаевны в Москву в 1914 году. Их сын Лев Николаевич Тисов (1913—?) — впоследствии советский учёный-геолог и писатель, — воспитывался у родственников отца в Орле и до конца 1920-х — начала 1930-х годов с матерью не виделся. По семейному преданию Виноградская старалась не афишировать наличие у себя взрослого сына, и отношения с ним никогда не были близкими.
В начале 1920-х годов вышла замуж за киноведа Михаила Яковлевича Шнейдера (1891—1945).

## Фильмография
По сценариям Катерины Виноградской сняты фильмы:
- 1916 — Миражи (по одноимённому роману Лидии Алексеевны Чарской);
- 1929 —
  - Бегствующий остров (оригинальный текст — Всеволод Иванов);
  - Обломок империи;
- 1930 — Первая комсомольская;
- 1931 — Полдень;
- 1936 — Партийный билет;
- 1939 — Член правительства;
- 1949 — Путь славы;
- 1952 — Навстречу жизни (оригинальный текст — Иван Василенко).

## В литературе
Воспоминаниям о Катерине Виноградской посвящена повесть Виктории Токаревой «Почём килограмм славы», вышедшая в одноимённом сборнике писательницы.